# Bergmozaïekstaartrat
De bergmozaïekstaartrat (Uromys anak) is een knaagdier uit het geslacht Uromys dat voorkomt in de bergen van Nieuw-Guinea, van 850 tot 2950 m hoogte (inclusief het Huonschiereiland en het zuidoosten, maar exclusief de Vogelkop). Hij schijnt primair bos te prefereren, maar is ook waargenomen in Pandanus-plantages. Het is een agressief dier; volgens Papoea's is hij moeilijk te vangen zonder honden. Als ze verstoord worden laten ze een vreemd grommend geluid horen. Ze kunnen vrij ver naar beneden springen zonder zich te verwonden. Hij eet noten van Pandanus en fruit van Homalanthus-soorten. Er worden tot vier jongen tegelijk geboren. Door de Telefol (provincie Sandaun) wordt hij "quotal" genoemd, door de Daribi (Chimbu) mogelijk "pegu", door de Kalam (Madang) "abben", en door de Dani (Kwiyawagi-gebied, Irian Jaya) mogelijk "keneta". De soort is genoemd naar de Anakim, een stam van reuzen uit het Oude Testament (een verwijzing naar zijn grootte).
U. anak is een grote rat met een zwarte staart. Het is de enige grote rat met een zwarte staart in de Nieuw-Guinese bergen. Ook de algemene kleur is vrij donker. De kop-romplengte bedraagt 270 tot 335 mm, de staartlengte 228 tot 400 mm, de achtervoetlengte 61,3 tot 75,6 mm, de oorlengte 16 tot 26,5 mm en het gewicht 450 tot 1020 gram. Vrouwtjes hebben 0+2=4 mammae.
Er zijn drie ondersoorten:
- Uromys anak albiventer (westelijke Centrale Cordillera)
- Uromys anak anak (oostelijke Centrale Cordillera)
- Uromys anak rothschildi (Huon-schiereiland)

Bergmozaïekstaartrat (Uromys anak) · Mozaïekstaartrat (Uromys caudimaculatus) · Uromys boeadii · Uromys emmae · Uromys hadrourus · Uromys imperator · Uromys neobritannicus · Uromys porculus · Uromys rex · Uromys siebersi · Uromys vika